# Ostbevern
Ostbevern is een gemeente in de Duitse deelstaat Noordrijn-Westfalen, gelegen in de Kreis Warendorf. De gemeente Ostbevern telt 11.116 inwoners (31 december 2020) op een oppervlakte van 89,50 km².

## Indeling van de gemeente

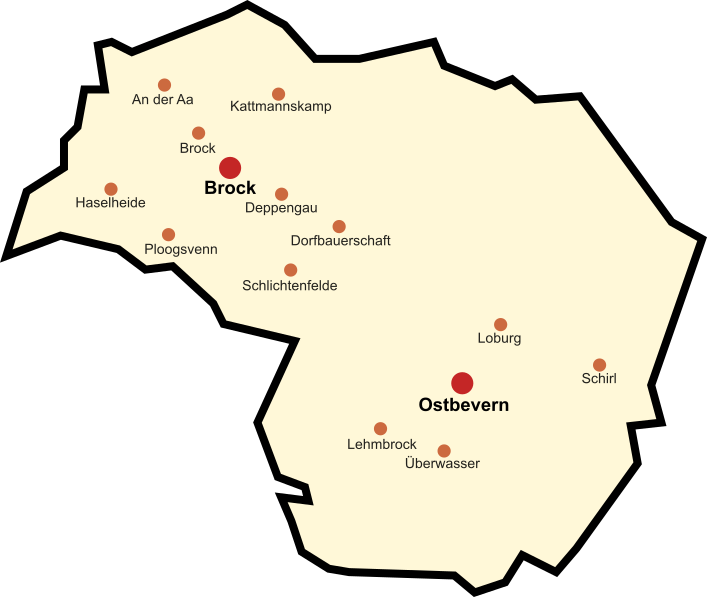
Ortsteile (rood) en gehuchten (oranje) van Ostbevern

- Ostbevern -dorp
  - Enige gehuchten, zie kaartje
- Brock, ten noordwesten van de spoorlijn, circa 500 inwoners
  - Diverse Bauerschaften (groepen verspreid staande boerderijen, gehuchten), zie kaartje

## Ligging, infrastructuur
Ostbevern ligt in een mooie omgeving in het noordoostelijke Münsterland. De gemeente is mede genoemd naar de erdoorheen stromende beek met de naam Bever, die nabij Telgte in de Eems uitmondt. Deze beek is niet bevaarbaar. De dichtstbij gelegen grote stad is Münster. Ostbevern ligt ongeveer 21 kilometer ten noordoosten van de Dom van Münster.

## Naburige plaatsen
- Glandorf, Ortsteil (OT) Schwege, 10 km noordoostwaarts, en Glandorf zelf, 14 km noordoostwaarts via de B 51
- Greven, OT Schmedehausen, 12 km west-noordwestwaarts; Greven zelf ligt nog ruim 6 km verder westelijk
- Ladbergen, 14 km noordwestwaarts
- Lienen, OT Kattenvenne (met spoorweghalte), 9 km noordwaarts; Lienen zelf ligt nog 9 km verder in noordoostelijke richting.
- Warendorf, OT Milte, 10 km oostwaarts; Warendorf-stad ligt nog 7 km verder zuidoostwaarts.
- Vadrup en Westbevern, beide OT van Telgte, respectievelijk 6 en 4 kilometer westwaarts
- Telgte zelf, bijna 7 km zuidwestwaarts via de B 51

### Wegverkeer
De belangrijkste verkeersader in de gemeente is de Bundesstraße 51 Münster - Telgte - Glandorf.
Binnendoor via het westelijke buurdorp Westbevern en dan  noordwestwaarts richting Greven is het in totaal ruim 16 kilometer rijden naar afrit 76 van de Autobahn A1. Ook afrit 74 van deze Autobahn, voorbij Ladbergen, is circa 16 kilometer van Ostbevern verwijderd.
Over de B51 naar Glandorf (14 km) en dan 15 km verder naar Bad Rothenfelde bereikt men het Teutoburger Woud en afrit 13 van de Autobahn A33.

### Openbaar vervoer
Ostbevern heeft een stoptreinstation aan de spoorlijn Münster-Osnabrück. Dit station ligt enigszins in the middle of nowhere, namelijk tussen het boerenland, 5 kilometer ten noord-noordwesten van het centrum van Ostbevern.
Het dorp Ostbevern heeft drie regelmatige lijnbusverbindingen (uurdienst), en wel met het station Ostbevern, met Telgte en met Warendorf. Deze drie buslijnen rijden echter niet op zon- en feestdagen.

### Overig
De luchthaven Münster/Osnabrück ligt bijna 20 km ten noordwesten van Ostbevern.

## Economie
Ostbevern bezit meer industrie en middelgrote nijverheidsondernemingen dan gebruikelijk voor een plattelandsgemeente van deze omvang. Twee bedrijven met hoofdvestiging te Ostbevern  springen er qua omvang uit:
- Vossko, fabrikant van vleesproducten en vegetarische vleesvervangers, die diepgevroren aan o.a. cateringbedrijven en supermarkten in geheel Duitsland worden verkocht.
- Friwo Gerätebau, fabrikant van elektronische apparaten, waaronder adapters en opladers voor diverse andere toestellen. Dit bedrijf, dat dochterondernemingen in de Volksrepubliek China en Vietnam heeft,  exporteert ook naar Nederland.

## Geschiedenis
Ostbevern wordt in een document van de Abdij Iburg uit 1088 voor het eerst vermeld onder de naam Beverne. In de 12e eeuw bestond aan de oever van de Bever enige tijd een vluchtburg met de naam Halstenbeck. Het werd in de middeleeuwen door de adellijke familie Von Bevern geregeerd uit naam van het Prinsbisdom Münster. In de Dertigjarige Oorlog had Ostbevern, vooral in het jaar 1636 veel van oorlogsgeweld en plunderingen en brandstichtingen door soldaten te lijden. Na de Napoleontische tijd kwam het uiteindelijk in de macht van het Koninkrijk Pruisen en vanaf 1871 van het Duitse Keizerrijk. In 1871 werd de spoorlijn Münster-Osnabrück geopend; in 1908 kwam een goede straatweg van het station naar het centrum van Ostbevern gereed.
In de nazi-tijd waren er in Ostbevern enige kampen voor dwangarbeiders; dezen werden in de omgeving bij kleine fabrieken of als boerenknecht tewerkgesteld.  Ostbevern lag 10 km ten noordoosten van een Duits militair vliegveld (Fliegerhorst Münster- Handorf), en er stonden vele Flak- (luchtafweergeschut)-batterijen opgesteld. De gemeente heeft dan ook tijdens de Tweede Wereldoorlog enige zware geallieerde luchtbombardementen ondergaan. Op 4 april 1945 wisten Amerikaanse militairen na enige dagen van tamelijk zware gevechten Ostbevern te veroveren. Na de oorlog moest Ostbevern ruim duizend overwegend evangelisch-lutherse Heimatvertriebene uit de delen van Duitsland, die in 1945 aan Polen waren toegevoegd, een nieuw onderkomen bieden. Dit leidde tot de bouw van een protestants kerkgebouw in 1956. Tot dan toe was de bevolking van Ostbevern nagenoeg uitsluitend rooms-katholiek geweest. De verhouding van het aantal rooms-katholieken ten opzichte van het aantal evangelisch-lutherse christenen in de gemeente was in 2011 circa 7:2.
Bij de gemeentelijke herindeling begin 1975 werd het plaatsje Brock, tot dan toe een zelfstandige gemeente, bij Ostbevern gevoegd.
Op de Schirlheide was van  1964 tot 1991  een speciaal NAVO- munitiedepot, waar ook kernwapens waren opgeslagen.

## Bezienswaardigheden
- Ostbevern ligt in een mooie omgeving in het noordoostelijke Münsterland. De gemeente is rijk aan kleine bossen (o.a. Schirlheide, ten zuiden van het dorp) en aan kleine natuurreservaten, met name in de dalen van de vele beekjes. Deze laten zich het beste tijdens een lange fietstocht verkennen. Zoals overal in het Münsterland, lopen er enige langeafstands-fietsroutes door de gemeente.
- Kasteel Loburg met het omliggende landgoed: het kasteel zelf, dat in 1900, na een verwoestende brand in het jaar daarvoor, werd herbouwd, herbergt een school met internaat en kan niet van binnen bezichtigd worden. Wel organiseert de school, met name 's zomers, rondom het kasteel af en toe voor het publiek toegankelijke evenementen van uiteenlopende aard.
- De rooms-katholieke Sint-Ambrosiuskerk te Ostbevern is een bijzondere combinatie van een groot, in 1962 gebouwd schip en een kleinere gotische 16e-eeuwse kerk. Tussen deze grote kerk en kleine kerk in staat de kerktoren, waarvan het onderste gedeelte uit de 12e eeuw dateert.
- De Herz-Jesu-Kirche (Heilig-Hartkerk) te Brock is eveneens een architectonisch monument. Ze werd in 1933 gebouwd en in 1974 gerenoveerd.
- Het geboortehuis  van bisschop Johannes Poggenburg, een schilderachtig vakwerkboerderijtje, herbergt het plaatselijke Heimathaus (een klein streekmuseum met daarnaast een zaaltje voor bijeenkomsten binnen het plaatselijke verenigingsleven).
- De voormalige dorpsschool herbergt een beperkt geopend museumvertrek, gewijd aan het doen van de was in vroeger tijden.

## Belangrijke personen in relatie tot de gemeente
- Maria Anna Wilhelmine von Beverförde-Werries, roepnaam Anna, (* op 24 juli[4] op kasteel Berge te Gelsenkirchen-Buer,  † 3 november 1852 te Münster) een jonkvrouwe, over wie wordt beweerd, dat zij met de componist Ludwig van Beethoven rond 1791 een korte romance had[5]. Zij woonde vanaf haar huwelijk met een baron uit de regio in 1792 tot enkele dagen voor haar dood op kasteel Loburg te Ostbevern en is daar ook, naast haar man, in de Annakapelle begraven. Een manuscript van een door Beethoven aan haar gewijde sonate zou bij de brand in kasteel Loburg in 1899 verloren zijn gegaan.
- Johannes Poggenburg (* 12 mei 1862 in Ostbevern; † 5 januari 1933 in Münster), bisschop van Münster van 1913-1933. In 1929 bewerkte hij, dat zijn latere opvolger, Clemens August von Galen pastoor in een belangrijke parochie te Münster werd en een tegenwicht vormde tegen de toenemende nazi-sympathieën binnen de Westfaalse adel.

## Partnergemeente
Met de voormalige stad Loburg in Saksen-Anhalt, die sedert 2009 een stadsdeel van Möckern is, bestaat een jumelage.

## Afbeeldingen

Sint Ambrosiuskerk
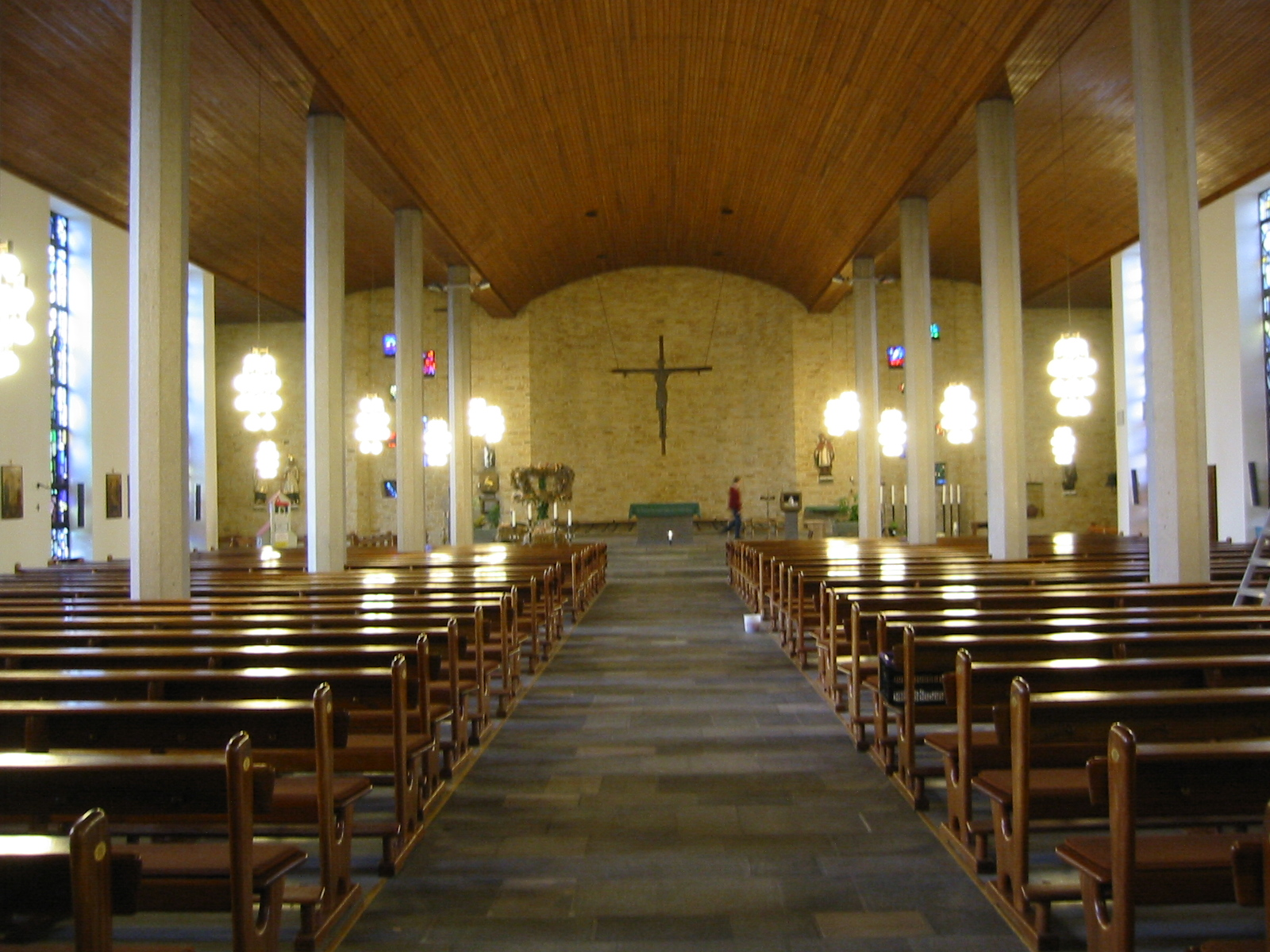
Interieur van het nieuwe deel van deze kerk
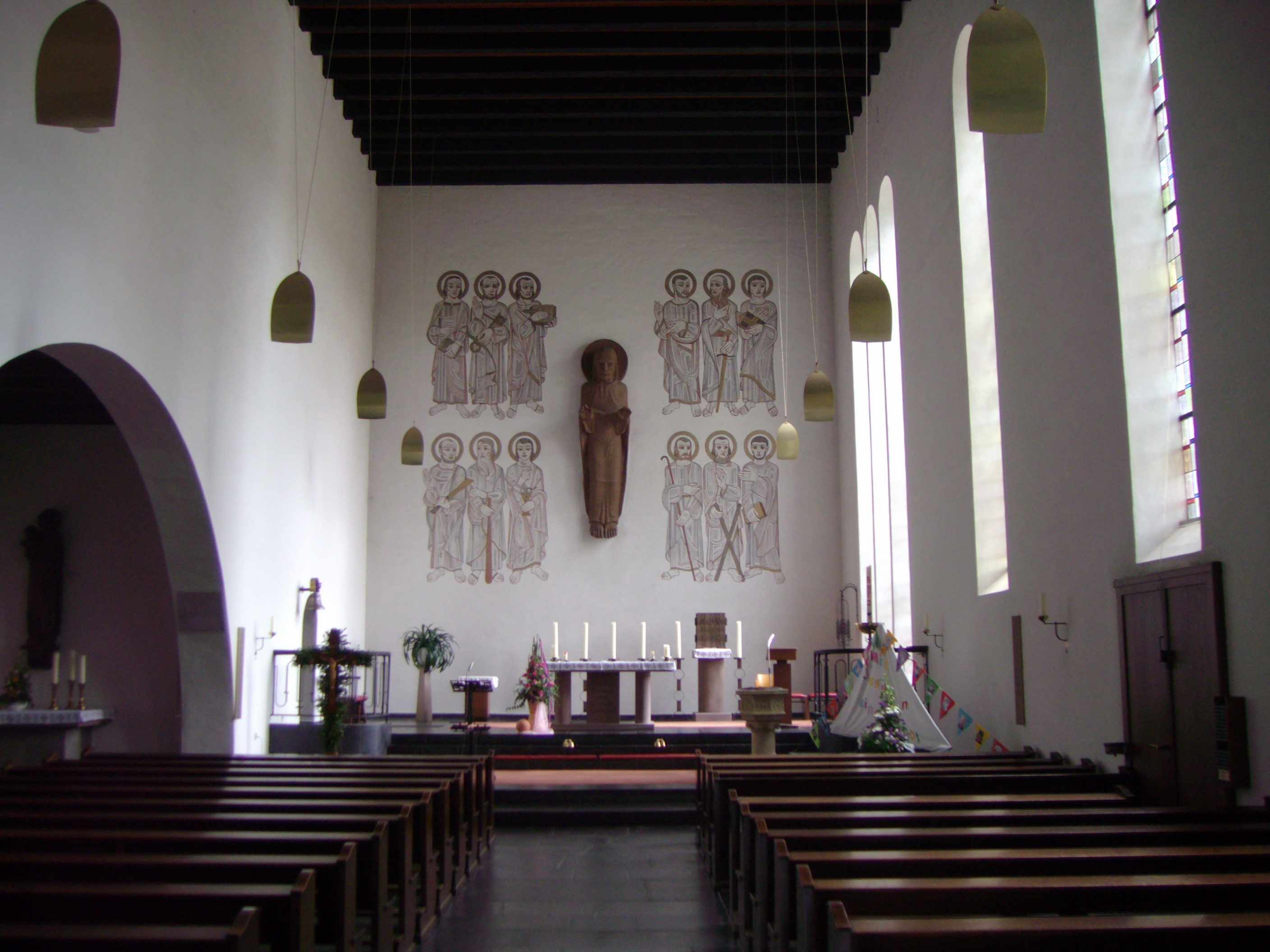
Brock, Herz-Jesu-Kirche
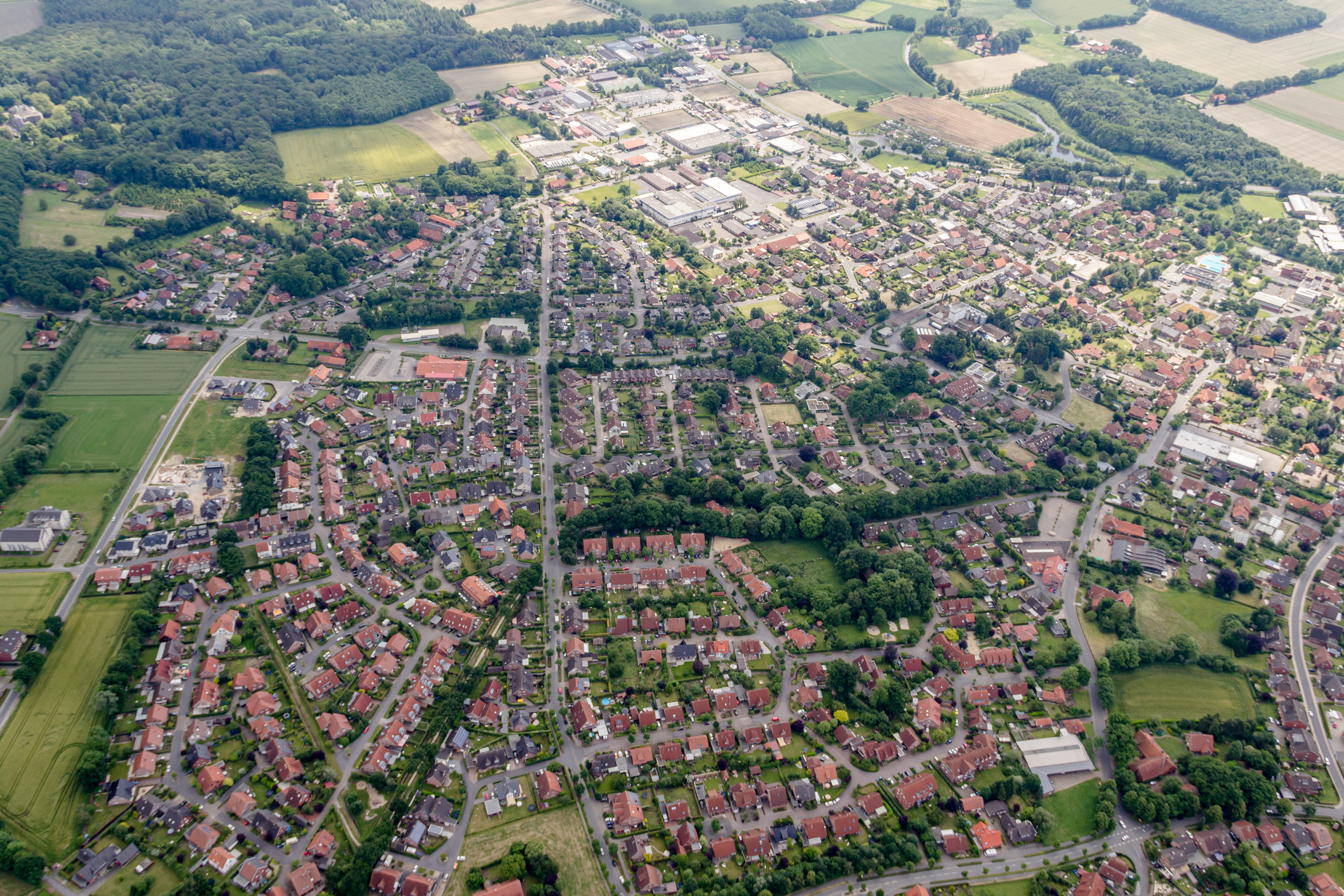
Gezicht op Ostbevern
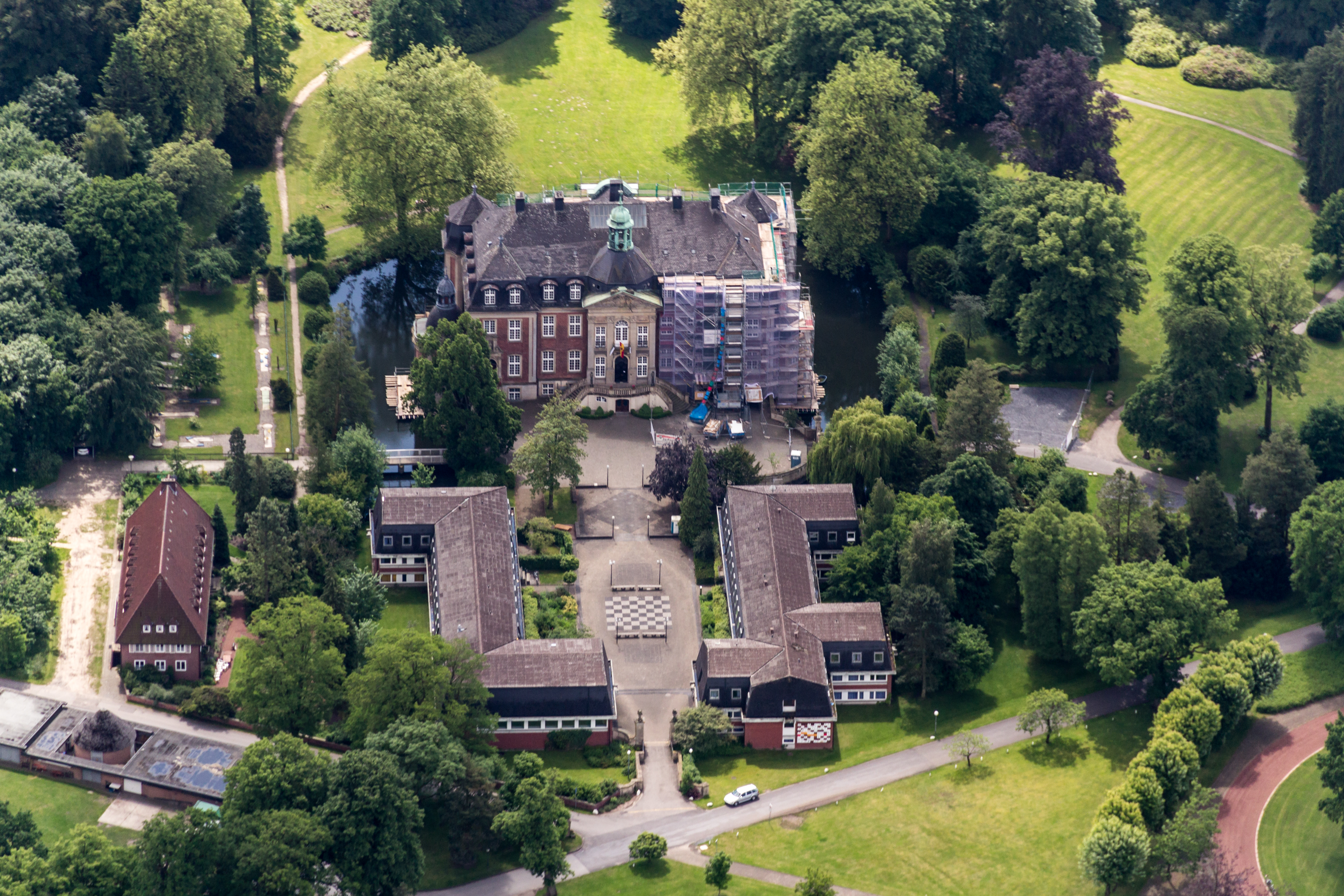
Schloss Loburg
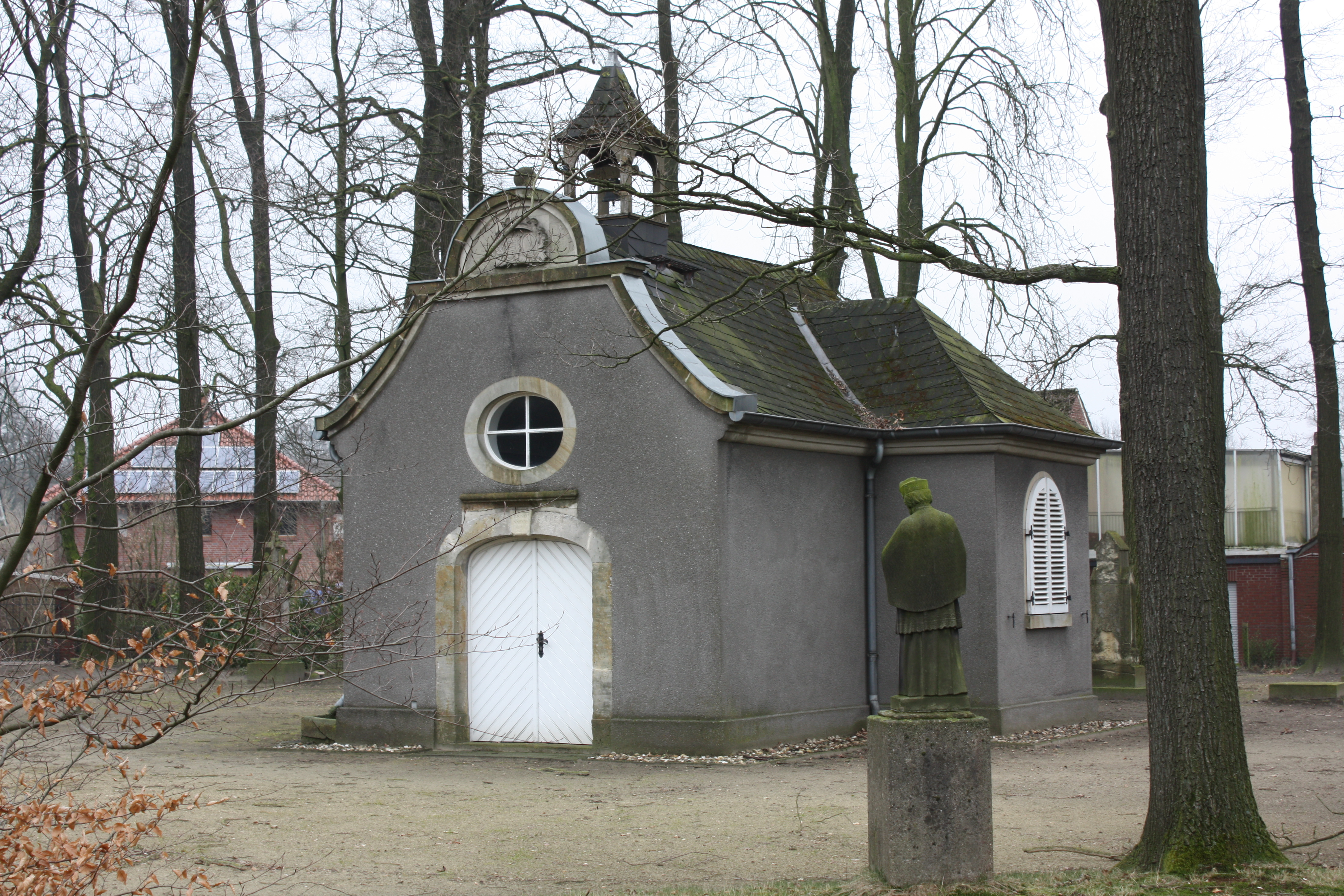
18e-eeuwse Annakapelle bij dit kasteel
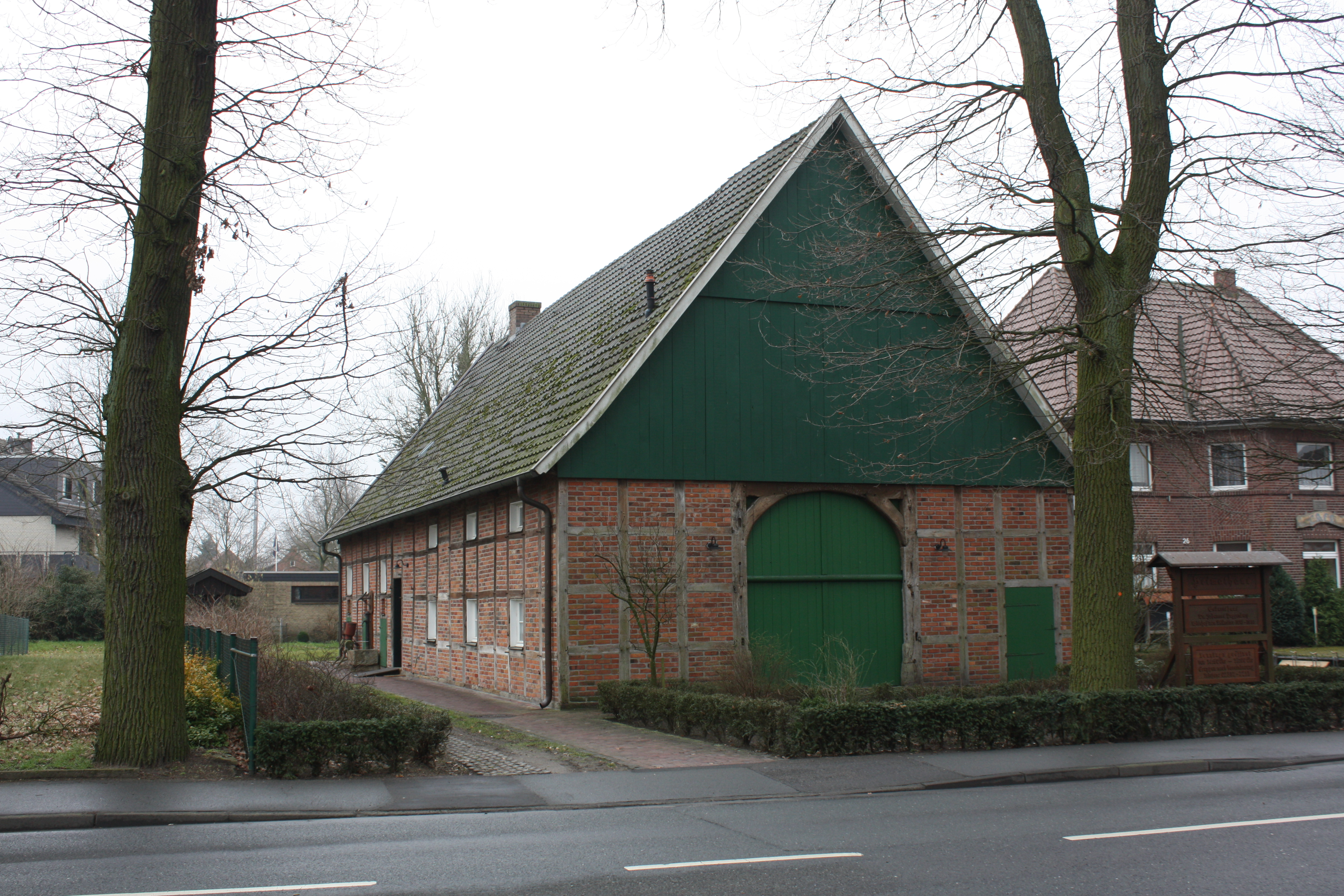
Heimathaus (geboortehuis bisschop Johannes Poggenburg)

Ahlen · Beckum · Beelen · Drensteinfurt · Ennigerloh · Everswinkel · Oelde · Ostbevern · Sassenberg · Sendenhorst · Telgte · Wadersloh · Warendorf
- Gemeinsame Normdatei: 4044007-2
- Library of Congress Control Number: n92065077
- MusicBrainz: d103626a-3f8e-4873-9df3-d40023c197f0
- Nationale Bibliotheek van Israël: 987007530966505171
- Virtual International Authority File: 167770691
- WorldCat: E39PBJbRdPK8KkgKbgJYvPxJjC